# محمد رضا الشخص
السيّد محمد رضا بن عبد الله بن هاشم الشخص (12 فبراير 1956) أكاديمي أدبي ولغوي وشاعر سعودي. ولد في بلدة القارة بالأحساء لعائلة معروفة ونشأ بها. حصل على بكالوريوس في اللغة العربية والتربية من جامعة الملك سعود سنة 1979 وماجستير في علوم البلاغة العربية من جامعة نفسها عام 1987 ثم الدكتوراه في اللغة العربية وآدابها منها سنة 1995. عمل معيدًا ومحاضراً وأستاذًا مساعدًا بكلية الآداب بجامعة الملك سعود وأستاذ مشارك في الأدب العربي بها منذ 2009. قام بإعداد مجموعة من الأبحاث والدراسات في مختلف مجالات اللغوية خصوصًا علوم البلاغة العربية. له نظم كثير وأشعار في المناسبات وحصل على جوائز وميداليات مختلفة في المسابقات وشارك في الندوات الشعرية.

## سيرته
ولد محمد رضا بن عبد الله بن هاشم بن محمد الشخص في بلدة القارة يوم 1 رجب 1375/ 12 فبراير 1956 ونشأ بها في عائلة معروفة. حصل على بكالوريوس في اللغة العربية والتربية بمرتبة الشرف من كلية التربية بجامعة الملك سعود سنة 1399 هـ/ 1979 م، وماجستير في علوم البلاغة العربية من كلية الآداب بجامعة الملك سعود عام 1408 هـ/ 1987 م. ودكتوراه في اللغة العربية وآدابها من جامعة نفسها سنة 1416 هـ/ 1995 م.

عيّن معيدًا بقسم اللغة العربية بجامعة الملك سعود من 1400 هـ/ 1980 م حتى 1409 هـ/ 1988 م، فمحاضرًا بها من 1409 هـ/ 1988 م حتى 1417 هـ/ 1996 وأستاذًا مساعدًا من 1417 هـ/ 1996 م.

## شعره
كتب الشعر منذ صغره وشارك في الأمسيات التي قامت بنادي القارة من 1396 هـ/ 1976 م حتى 1406 هـ/ 1985 م وله أشعار كثيرة. عمل مسؤولًا عن الصفحة الشعرية في مجلة أضواء التربية التي تصدر عن كلية التربية بجامعة الملك السعود وكان يخصّ هذه المجلة بقصيدة كلّ شعر على مدى ثلاث سنوات من 1976 حتى 1979 .

يكتب الشعر بشكل فطري، بحثيت «له القدرة على صياغة الأبيات بشكل لا يدعو إلى التكلف». كتب العديد من القصائد في معظم المناسبات وكان لوالده الأثر الكبير في شاعريته.

## جوائزه
حصل على جوائز وميداليات مختلفة في المسابقات والندوات الشعرية، منها:
- 1977: الميدالية الفضية في مسابقة الشعر بجامعة الملك سعود.[3]
- 1978: الميدالية الذهبية وكأس مسابقة الشعر على مستوى محافظة الأحساء من مكتب رعاية الشباب.[3]

## مؤلفاته
- التعبير عن الذات في شعر ابن المقرب، 1980
- موقف النقد العربي القديم من السرقات الشعرية، 1980
- القضايا اللغوية في كتاب شرح المعلقات الشعر لأبي جعفر النحاس، 1984
- الصدق والكذب في الشعر وموقف حازم القرطاجني، 1985
- القيمة الجمالية للشكل في الشعر العربي القديم، 1985
- المشترك اللفظي، مفهومه وقضاياه، 1986
- الغرابة في البحث البلاغي، نظريًا وتطبيقيًا، 1987
- ظاهرة الحذف في القرآن الكريم، دراسة بلاغية، 1995
- مفهوم ( الغرابة ) ومصطلح ( الاستعانة ) في البحث البلاغي بين النظرية والتطبيق، 2018
- توظيف المحسنات البديعية في الشعر، 2018
- الحركة الفكرية والثقافية في المنطقة الشرقية من المملكة العربية السعودية، 2018
- أبحاث نقدية وبلاغية وأدبية، 2018
- من بلاغة القرآن الكريم ؛ الدقة في التوظيف الدلالي للألفاظ، 2018
- بلاغة أسلوب الحذف في القرآن الكريم، 2018